# Terenura
Terenura  es un género de aves paseriformes perteneciente a la familia Thamnophilidae que agrupa a dos especies nativas de América del Sur, donde se distribuyen por la Mata Atlántica del este y sureste de Brasil, este de Paraguay y noreste de Argentina. Otras cuatro especies antes incluidas en este género fueron transferidas para Euchrepomis.  A sus miembros se les conoce por el nombre popular de tiluchíes.

## Etimología
El nombre genérico femenino «Terenura» se comppne de las palabras del griego «terenos»: suave y «oura»: cola; significando «de cola suave».

## Características
Las aves de este género son pequeñas, miden alrededor de 10 cm de longitud y habitan en el dosel o en el subdosel de selvas húmedas de baja altitud.

## Lista de especies
Según la clasificación Clements Checklist v.2016, y del Congreso Ornitológico Internacional (IOC) el género agrupa a las siguientes especies con el respectivo nombre popular de acuerdo con la Sociedad Española de Ornitología (SEO):
| Imagen | Nombre científico | Autor                    | Nombre común    | EC (*) |
| ------ | ----------------- | ------------------------ | --------------- | ------ |
|        | Terenura maculata | (Wied-Neuwied, 1831)     | tiluchí enano   | LC     |
|        | Terenura sicki    | Teixeira & Gonzaga, 1983 | tiluchí de Sick | CR     |

(*) Estado de conservación

## Taxonomía
Los trabajos de Brumfield et al. (2007) y Moyle et al. (2009) ya indicaban que el género Terenura (como entonces definido) estaba hermanado con todo el resto de la familia Thamnophilidae, o sea, era basal a la familia. Los estudios de filogenia molecular de Bravo et al. (2012) comprobaron que Terenura era polifilético y que las cuatro especies andino-amazónicas (Terenura callinota, T. humeralis, T. sharpei y T. spodioptila) no estaban ni cercanamente emparentadas con la especie tipo del género, T. maculata. Más allá, demostraron que estas cuatro especies no estaban particularmente relacionadas con ningún otro tamnofílido y que representaban un clado hermanado con todos los otros miembros de la familia.
Como no había ningún otro nombre de género disponible para este linaje previamente no detectado dentro de la familia, los autores describieron el género Euchrepomis para albergar las cuatro especies y la subfamilia Euchrepomidinae exclusiva para el género. El relevante cambio taxonómico fue aprobado en la Propuesta N° 557 al South American Classification Committee (SACC).